# Paulus Ölinger
Pour les articles homonymes, voir Ölinger.
Paulus Ölinger (ou Paul Oelinger) est un orfèvre actif à Strasbourg au XVIIe siècle.

## Biographie
Fils de l'orfèvre Samuel Ölinger (maître en 1577), il est reçu maître à son tour en 1612 et fut plusieurs fois sénateur de la corporation. Un autre Samuel Ölinger, probablement son fils, accède à la maîtrise en 1654.

## Œuvre
Au Grünes Gewölbe de Dresde se trouvent plusieurs pièces d'Ölinger dont les montures présentent des personnages sculptés en ronde-bosse. Un guide du musée de 1927 mentionne ainsi deux couples de vignerons. Les figurines sont en bois sombre, les hottes en argent. L'une porte le poinçon de Paul Oelinger.
Le musée de l'Œuvre Notre-Dame à Strasbourg conserve un hanap en forme de grappe de raisin, en vermeil, d'une hauteur de 33,5 cm, réalisé vers 1630.
Dans la Grande Vanité, le tableau peint par Sébastien Stoskopff en 1641, on retrouve ce type de pièces d'apparat, qui témoignent à la fois de la richesse des commanditaires et de la virtuosité des artistes de la région. En particulier, les coupes à godrons travaillées au repoussé, c’est-à-dire de l'intérieur de la pièce sans en ôter de matière, sont très en vogue au début du XVIIe siècle. Ici la grappe de godrons est surmontée d’un bouquet de fleurs en argent découpé et ciselé. La tige figure un tronc d’arbre autour duquel un bûcheron s'active à tailler une branche.

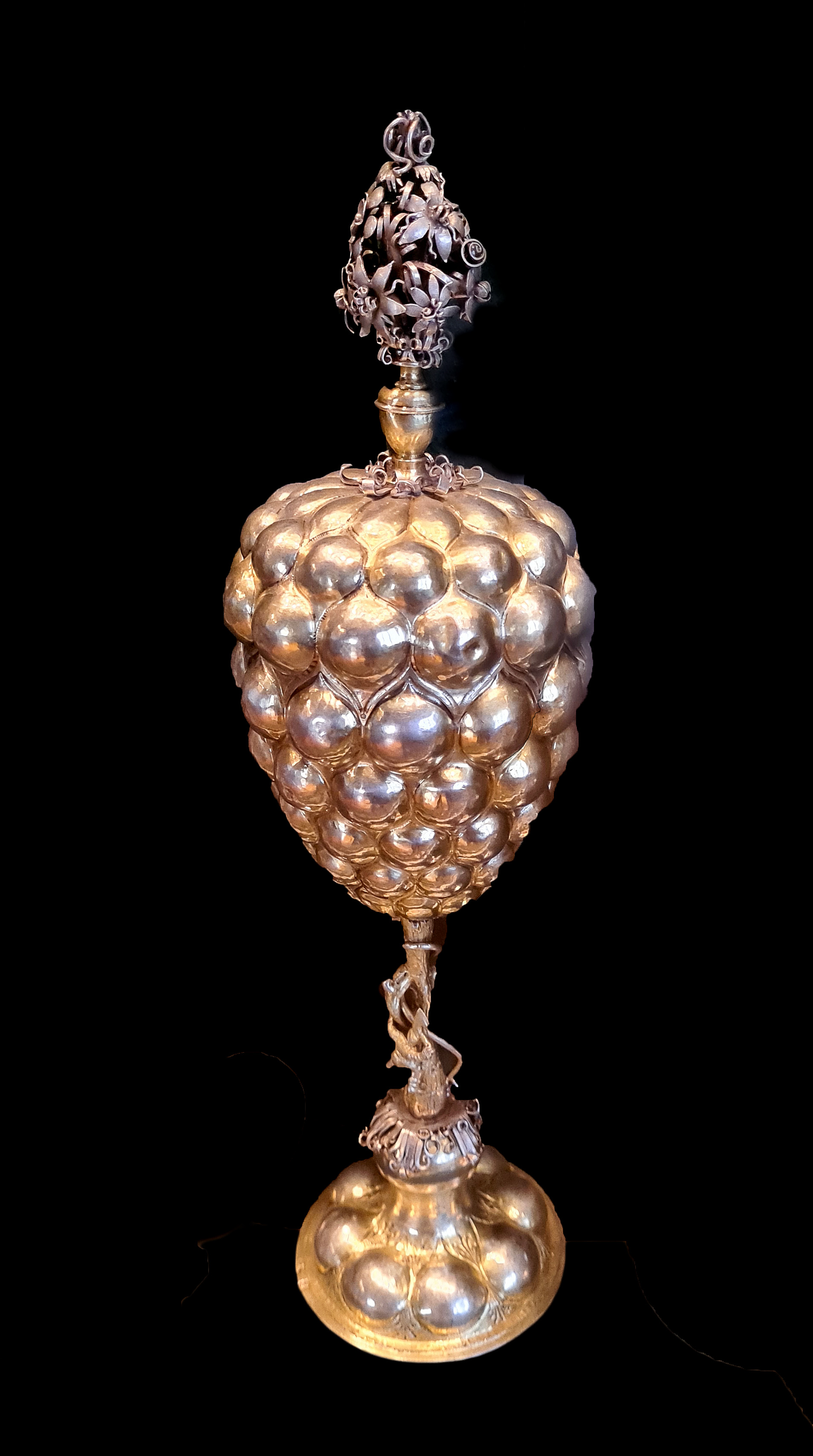
Hanap en forme de grappe de raisin.
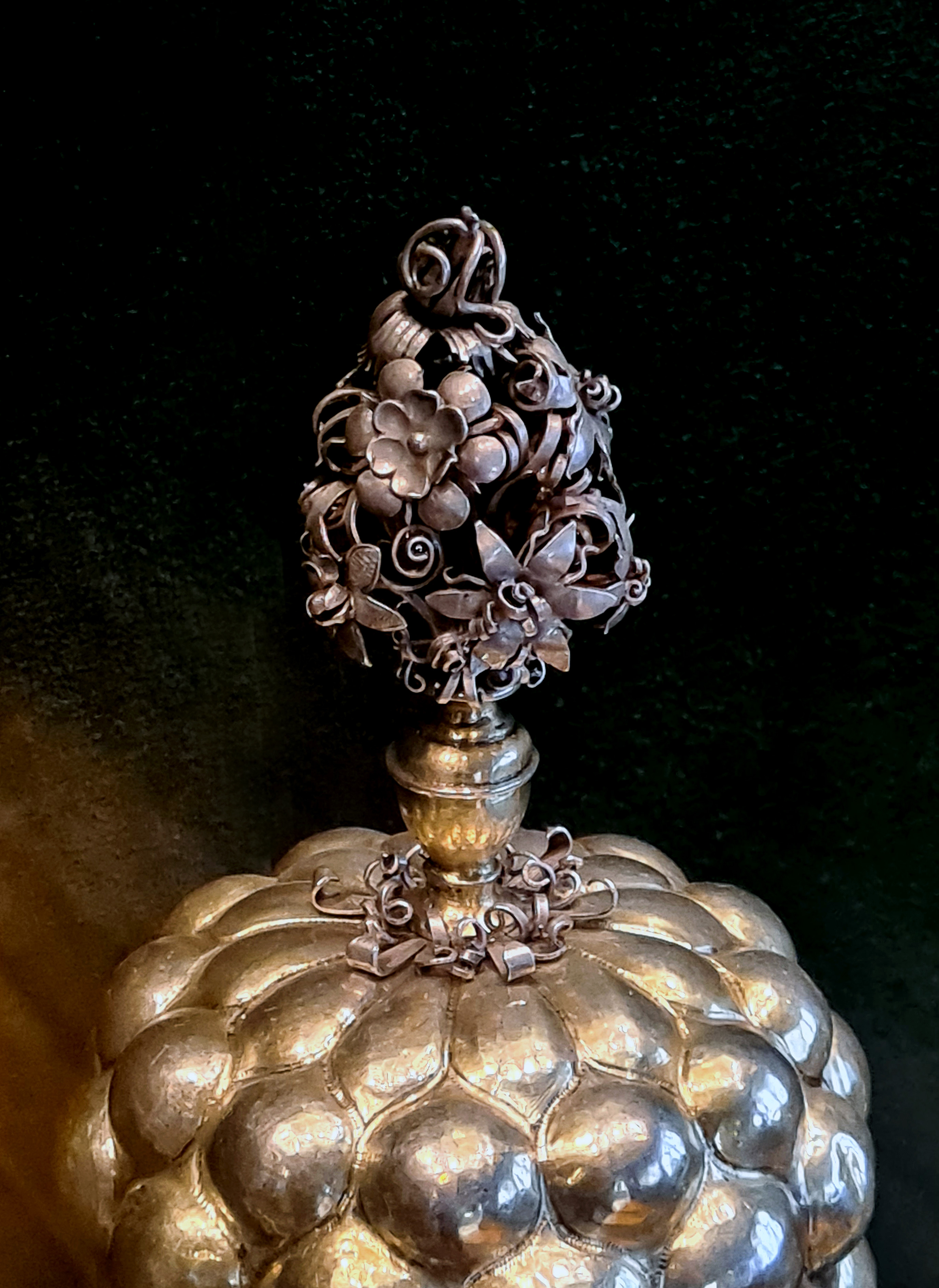
Hanap (détail).
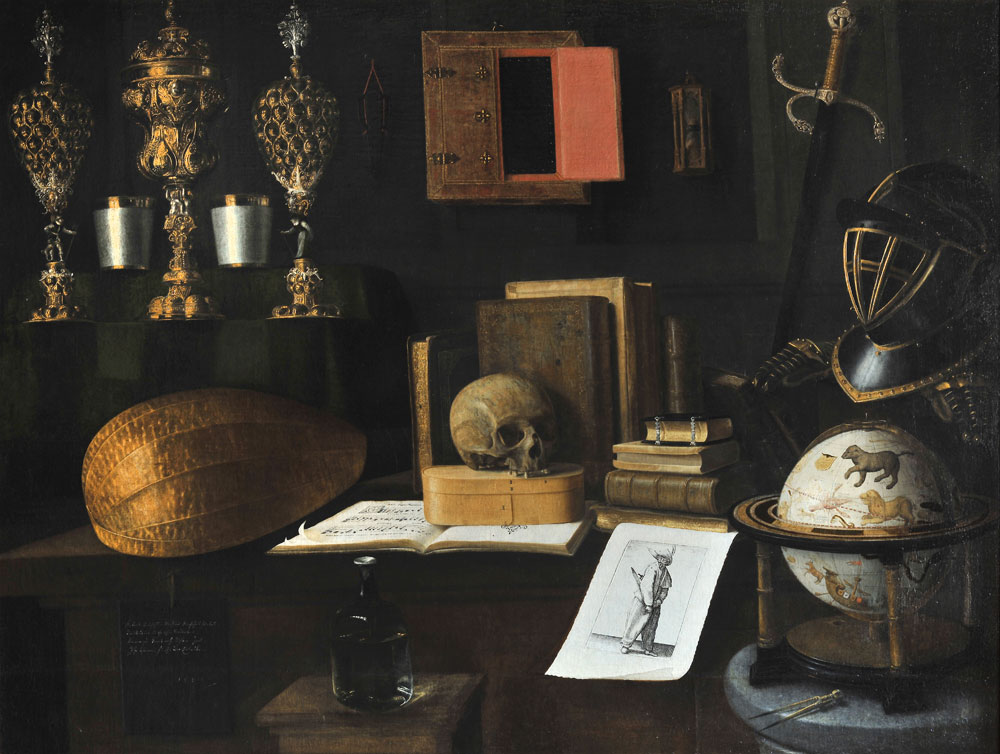
Les hanaps de la Grande Vanité, Sébastien Stosskopff (1641).